# کیکا تولوز
کیکا تولوز (انگلیسی: Kika Toulouse؛ زادهٔ ۳ مهٔ ۱۹۸۹) بازیکن فوتبال اهل ایالات متحده آمریکا است.
از باشگاه‌هایی که در آن بازی کرده‌است می‌توان به واشینگتن اسپیریت و هیوستون دش اشاره کرد.
وی همچنین در تیم ملی فوتبال زیر ۲۳ سال زنان ایالات متحده آمریکا بازی کرده‌است.